# Adolf Mayerl
Adolf Mayerl (*  28. August 1884 in Eger; † 23. September 1954 in Schrobenhausen in Oberbayern) war ein deutscher Bildhauer und Keramik-Künstler in  Eger und Franzensbad in Westböhmen.

## Leben
Mayerl war der Sohn des Hafnermeisters Karl Mayerl. Er erhielt eine handwerkliche Ausbildung in der Hafnerei seines Vaters in Eger, absolvierte 1899 bis 1900 die Fachschule für Keramik in Teplitz in Westböhmen und studierte an der Kunstakademie in Prag bei Josef Myslbeck die Anfertigungen von Plastiken. Ab 1905 war er als selbständiger Künstler in Eger und nach dem Jahr 1924 in Franzensbad in Westböhmen tätig. Er wurde nach dem Jahr 1945 auf Grund der Benesch-Dekrete aus der Tschechoslowakei vertrieben.

## Werke

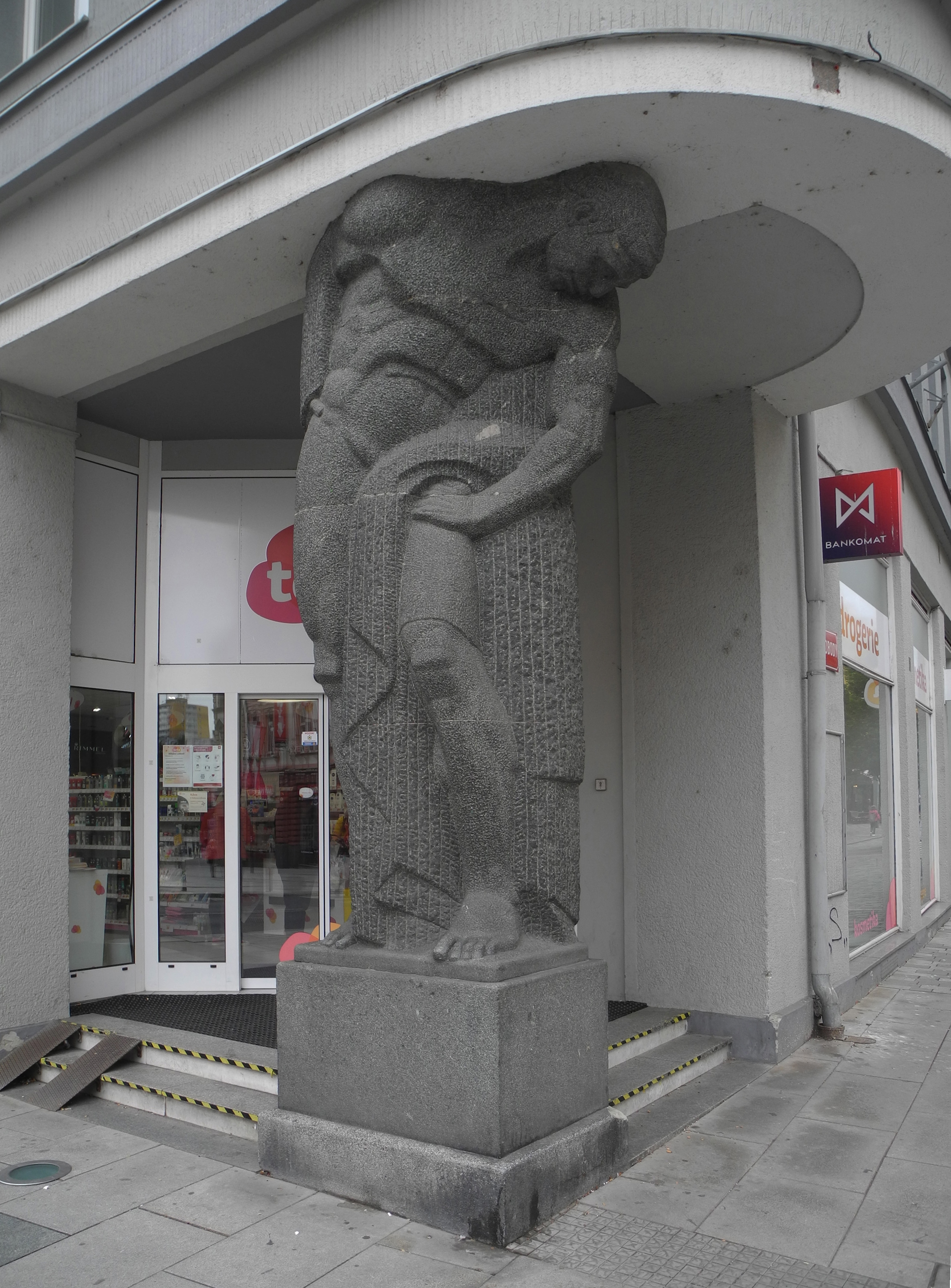
Telamon-Statue in Eger

- Porträt-Plastiken der Äbte des Klosters Tepl in Westböhmen.
- Denkmäler für Kaiser Franz Josef II. von Habsburg in Metzling bei Bischofteinitz in Westböhmen und Gablonz in Nordböhmen.
- Kriegerdenkmal zum Krieg von 1866 in Eger (1912)
- Wilhelm-Müller-Denkmal in Franzensbad
- Atlanten-Statue an der ehem. Böhmischen Escompte-Bank und Credit-Anstalt in Eger (1929)
- Kriegerdenkmäler des 1. Weltkriegs in Maria Kulm, Franzensbad und am Oberthorpark in Eger in Westböhmen.
- Plastiken am Palais der Riunione Adriatica Versicherungsgesellschaft in Prag.
- Marmorfries am Esplanade-Hotel in Prag.
- Rolandsgruppe für das Korpshaus der „Noriscia“ in Würzburg.
- Marmorfigur „Der Schmied“, ehemals in der Prager Modernen Galerie. Die Figur hat Rudolf Haas in dem Roman „Heimat in Ketten“ (1924) zu der Figur des Bildhauers Halmschlag angeregt.
- Brunnenfiguren (u. a. der Dudelsackpfeifer) am Zunftbrunnen in Eger. Kleinplastiken, sowie Stein-Reliefs, Ofenkacheln und Keramik-Reliefs mit Themen aus dem Egerländer Brauchtum.
- Löwenfigur des Jahrhundertdenkmals (Jubiläumsdenkmal) der Schlacht bei Kulm (1913)